# 东区厅站
東區廳站（：／ Donggucheong yeok */?）副站名肯高蓋（큰고개），是大邱地鐵1號線沿線的一座地下車站，位於韓國大邱廣域市東區新岩4洞。

## 車站結構
站體為2面2線側式月台的地下車站，候車月台設有月台幕門，並有4處出口。

### 月台配置
| 東大邱站 ↑ |
| \| 上      |
| ↓ 峨洋橋   |

| 月台 | 路線               | 目的地                       |
| ---- | ------------------ | ---------------------------- |
| 上行 | ●大邱都市铁道1号线 | 半月堂、中央路、舌化椧谷方向 |
| 下行 | ●大邱都市铁道1号线 | 新基、半夜月、安心方向       |

## 歷史
- 1998年5月2日：落成啟用。

## 車站周邊
- 東區廳
- 東大邱療養院
- 城東高架道路
- 東西市場
- 大邱新成初等學校
- 天主教大邱總教區肯高蓋聖堂
- 東大邱站（韓國鐵道公社）

## 圖片

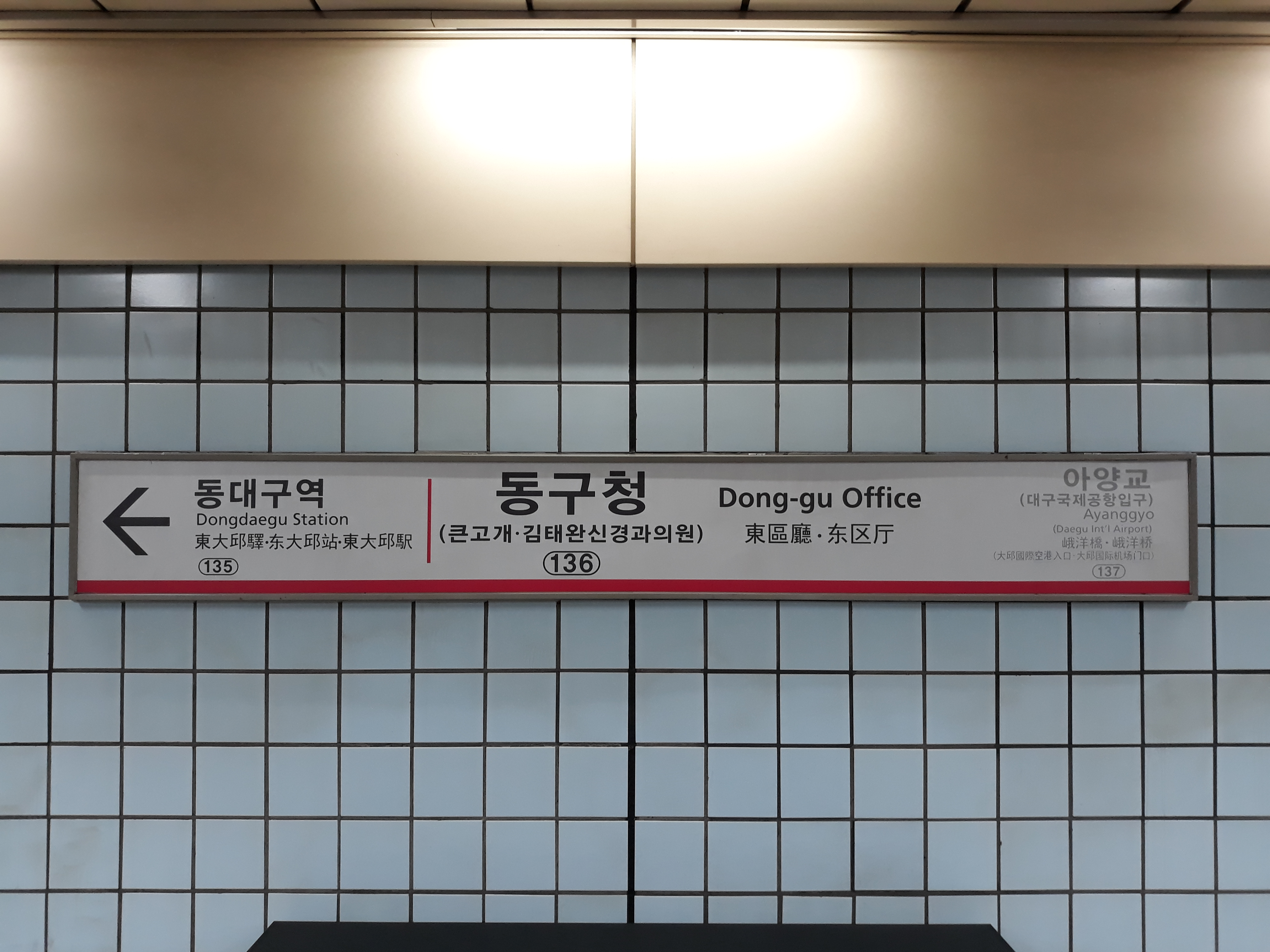
站名牌
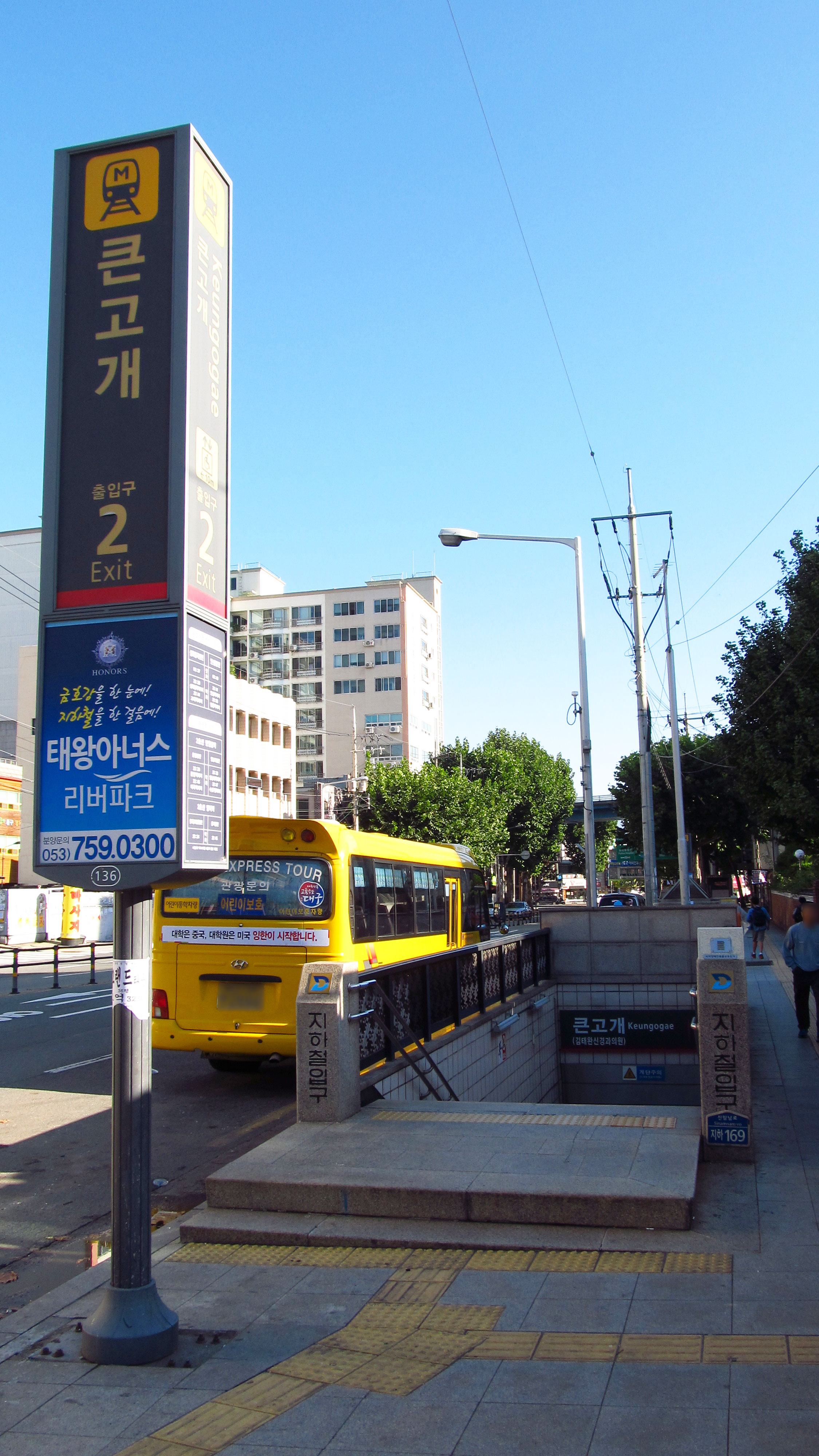
2號出口
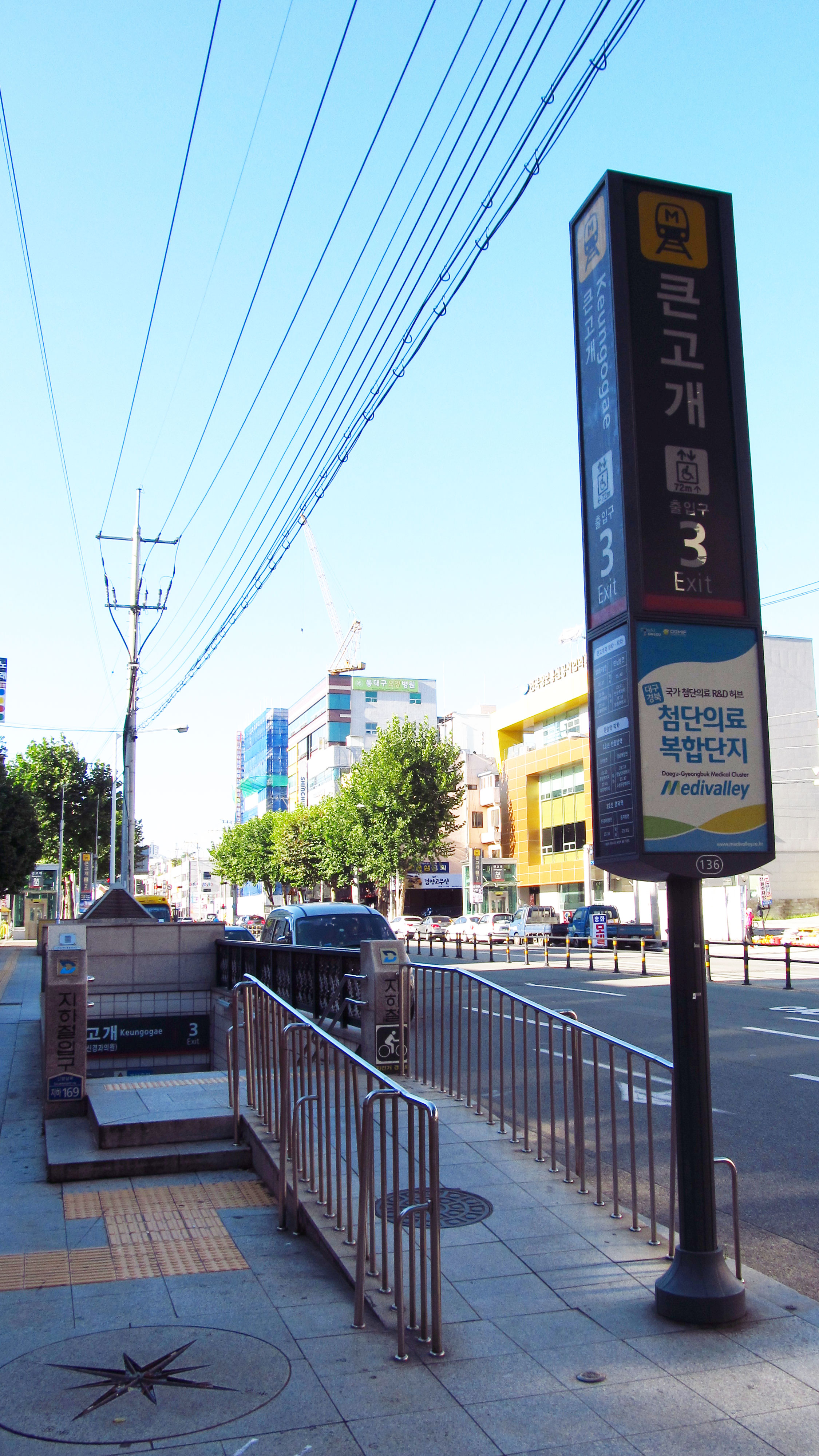
3號出口

## 相鄰車站
大邱都市鐵道公社
●大邱都市铁道1号线
東大邱站（135）－東區廳（136）－峨洋橋（137）